# Pułk Wojewody Łęczyckiego
Pułk Wojewody Łęczyckiego - oddział jazdy Armii Koronnej.

## Struktura organizacyjna
Husaria
- jedna chorągiew 100 koni

Pancerni
- jedna chorągiew – 100 koni
- dwie chorągwie po 80 koni

Razem w pułku: 4 chorągwie; 360 koni